# Kay-Uwe Ziegler
Kay-Uwe Ziegler (* 27. Oktober 1963 in Eisleben) ist ein deutscher Politiker (AfD). Er ist seit 2021 Mitglied des Deutschen Bundestages.

## Leben
Ziegler wurde in Eisleben geboren und ist dort aufgewachsen. Er lebt in Bitterfeld-Wolfen und ist Vater einer Tochter.

## Bildung
Nach Abschluss der 10. Klasse der Polytechnischen Oberschule in Eisleben 1980 begann er eine Berufsausbildung zum Zootechniker/Mechanisator, die er 1982 abschloss. Von 1983 bis 1986 studierte er Veterinärmedizin in Beichlingen und schloss als Veterinäringenieur ab.

## Beruflicher Werdegang
Ziegler arbeitete von 1982 bis 1983 als Zootechniker. Nach seinem Studium arbeitete er von 1986 bis 1990 als Veterinäringenieur beim Landkreis Bitterfeld. Von 1990 bis 1999 war er im Textilgroßhandel selbstständig. Von 2000 bis 2012 war er freiberuflicher Textilkaufmann. Seit 2012 ist er Geschäftsführer in der Textilbranche.

## Politische Karriere
Im Januar 2016 trat er in die AfD Sachsen-Anhalt ein. Im Oktober desselben Jahres kandidierte er zum Oberbürgermeister von Bitterfeld-Wolfen und erreichte aus dem Stand 20,9 % der Stimmen. 2018 wurde er zum stellvertretenden Landesvorsitzenden der AfD Sachsen-Anhalt gewählt. 2019 übernahm er mehrere Funktionen auf Kommunalebene in Bitterfeld-Wolfen und im Landkreis Anhalt-Bitterfeld.
Bei der Bundestagswahl 2021 konnte er mit 24,2 % der Erststimmen das Direktmandat zum Deutschen Bundestag für den Bundestagswahlkreis Anhalt (Wahlkreis 71) erringen. Er kandidierte dabei nicht parallel auf einer Landesliste.
Im Oktober 2022 wurde die Immunität von Kay-Uwe Ziegler durch den Deutschen Bundestag aufgehoben, um ein Ermittlungsverfahren zu ermöglichen. Anlass für die Ermittlungen waren Coronabeihilfen, die Ziegler im Frühjahr 2020, während des ersten Lockdowns, als Geschäftsführer für eine private Textilfirma in Bitterfeld beantragt hatte. Kay-Uwe Ziegler bestritt die Vorwürfe nach deren Bekanntwerden. Ebenfalls im Jahr 2020 wurde Strafanzeige gegen Ziegler erstattet, nachdem er in einer Rede die Losung Alles für Deutschland verwendet hatte, den Wahlspruch der Sturmabteilung (SA), der paramilitärischen Kampforganisation der NSDAP.
Ende Januar 2024 wurde Ziegler von Amtsgericht Dessau wegen Subventionsbetrugs im Zusammenhang mit Corona-Soforthilfen des Bundes rechtskräftig zu einer Geldstrafe von 60 Tagessätzen à 40 Euro verurteilt.
Im März 2024 sorgte Ziegler im Gesundheitsausschuss des Deutschen Bundestages für einen Eklat um die Frage des Vorsitzes. Zu Beginn nahm er den Platz der amtierenden Ausschussvorsitzenden ein, stellte vor sich ein Schild „Ausschussvorsitzender“ und blockierte den Platz für etwa 15 Minuten. Da er der umgehenden Aufforderung des Ausschusssekretariates, den Platz wieder zu räumen, nicht nachkam, wurde fraktionsintern ein Disziplinarverfahren eingeleitet.
Bei der Bundestagswahl 2025 trat Ziegler als Direktkandidat für den Wahlkreis Mansfeld an und gewann das Direktmandat mit 43,8 Prozent der Erststimmen.